# Cellvägg

Växtcell - på illustrationen här är cellväggen det gröna yttersta lagret på cellen

En cellvägg är en stödjande vägg i en cell, i huvudsak bestående av cellulosa.
Cellväggen, som består av flera olika lager, finns endast hos växter, svampar och bakterier, dock ej hos mykoplasma-bakterier. Cellväggarna ger skydd och stadga till växtens stam och blad och innehåller lignin.
Hos unga plantor kallas cellväggen primär och innehåller cross-linking glycans, cellulosafibriller och pektin. När plantorna blir äldre blir cellväggen sekundär och lignin tillförs, som stabiliserar cellväggen så att det blir fast och kan stå emot det hårda tryck cellen utsätts för.

## Bakteriers cellvägg

Bakteriecell - cellväggen är blå på illustrationen

Bakteriers cellvägg har som syfte att ge stadga åt cellen och skydda den från sin omgivning. Hos bakterier är cellväggen i huvudsak uppbyggd av sackariden peptidoglykan och syntesen av denna är mål för många antibiotika. 
Gramfärgning är ett viktigt sätt att skilja på olika typer av bakterier, beroende på om de färgas eller inte kallar man dem gram-positiva (gram+)eller gram-negativa (gram-). Hur de färgas beror mycket på cellväggen. Grampositiva bakterier har en mycket tjockare cellvägg än gramnegativa, och gramnegativa har ett yttre andra cellmembran utanför sin tunna cellvägg av peptidoglykan.